# Consonne affriquée glottale sourde
La consonne affriquée glottale sourde est un son consonantique très peu fréquent en usage dans certaines langues parlées. Son symbole dans l'alphabet phonétique international est [ʔ͡h].

## Symboles de l'API
Son symbole complet dans l'alphabet phonétique international est ʔ͡h, représentant un ʔ minuscule dans l'alphabet latin, suivi d'un H minuscule, reliés par un tirant. Le tirant est souvent omis quand cela ne crée pas d'ambiguïté.
| ʔ͡h               | ʔh                            |
| Symbole complet. | Forme simplifiée sans tirant. |

## En français
Le français ne possède pas le [ʔ͡h].